# مفارقات زينون

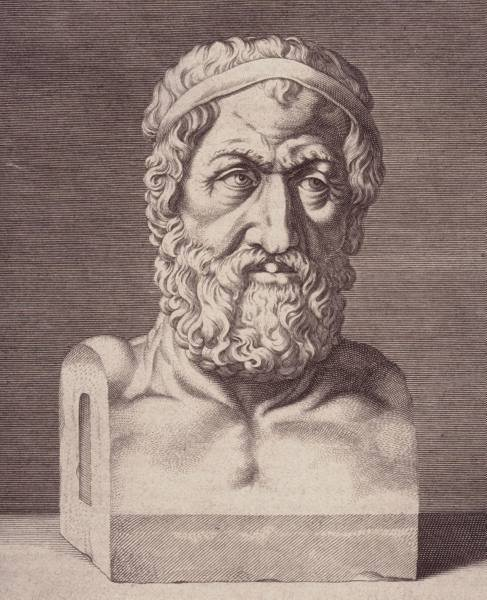

أراد زينون أن يدرب نفسه على الضلال والمشاكسة، وأن يسلي شبابه في الوقت نفسه، فألف كتاباً في المتناقضات وصلت إلينا تسع منها.

## خلفية فلسفية
لقد كان هرقليطس يقول إن كل شيء يتغير Panta Rei أما بارمنيدس فيقول إن الأشياء بأجمعها كل واحد أبداً Hen Ta Panta. وهو في بعض الأحيان يقول كما يقول اكسنوفان إن هذا الواحد هو الكون، ويصفه بأنه شبه كرى ومحدود، وكان في بعض الأحيان حين ينظر إليه نظرة فكرية مجردة يرى أن هذا الكائن هو الفكر ويقول: "إن الفكر والكون شيء واحد"(4). وكأنه يريد بهذا أن يفهمنا أن الأشياء لا وجود لها في إدراكنا، وأن البداية والنهاية، والمولد والموت، والتكوين والتدمير، لا تصيب إلا الأشكال والصور، أما الواحد الحق فلا بداية له ولا نهاية، وليس ثمة صيرورة، وليس ثمة إلا وجود، وأن الحركة أيضاً غير حقيقية لأنها تفترض انتقال شي من المكان الذي هو فيه إلى مكان لا يوجد فيه شي أي إلى الفراغ، ولكن الفراغ الذي هو غير كائن لا يمكن أن يكون، إذ ليس ثمة فراغ قط، لأن الواحد يملأ كل ركن وكل شق في العالم، وهو ساكن سكوناً سرمدياً. ولم يكن ينتظر بطبيعة الحال أن يستمع الناس إلى هذه الأقوال كلها وهم صابرون، ويبدو أن السكون البارمنيدي كان الهدف الذي صوبت إليه مئات من الهجمات الميتافيزيقية. وترجع أهمية زينون الإليائي الحصيف تلميذ بارمنيدس إلى محاولته إثبات أن فكرتي التعدد والحركة كانتا من الوجهة النظرية على الأقل مستحيلتين كاستحالة واحد بارمنيدس الثابت القديم الحركة.

## متناقضات الحركة

### أخيل والسلحفاة
| مفارقات زينون                  | في سباق، يستحيل على أسرع راكض أن يتعدى الأبطأ، إذ أن اللاحق يجب عليه أولاً أن يصل إلى النقطة التي يبدأ منها السابق، ولذلك فالأبطأ يحتفظ دوماً بقصب السباق. | مفارقات زينون |
| — أرسطو، الفيزياء VI:9, 239b15 | |               |

أولى هذه المتناقضات كما قال زينون أن الجسم لكي يتحرك إلى نقطة أ لا بد أن يصل إلى ب وهي منتصف طريقه إلى أ، ولكي يصل إلى ب يجب أن يصل أولا إلى ج منتصف طريقه إلى ب، وهكذا إلى ما لا نهاية. وإذ كانت هذه السلسلة التي لا نهاية لها من الحركات تتطلب قدراً لا نهاية له من الزمن، فإن تحرك أي جسم إلى أية نقطة في زمن محدد أمر مستحيل.

### متناقضة الانقسام
| مفارقات زينون                  | هذا الذي هو في حركة يجب أن يصل لنقطة منتصف الطريق قبل أن يصل إلى الهدف. | مفارقات زينون |
| — أرسطو، الفيزياء VI:9, 239b10 |                                                                         |               |

افترض أن هومر يريد أن يلحق بحافلة متوقفة. قبل أن يستطيع الوصول إلى هناك، فعليه أن يصل إلى منتصف المسافة. وقبل أن يستطيع الوصول لمنتصف المسافة، عليه أن يصل إلى ربع المسافة. وقبل الوصول إلى ربع المسافة، عليه أن يصل إلى ثمن المسافة؛ وقبل الثمن، واحد على ستة عشر؛ وهلم جراً.
Xn=Xn/2+Xn/2.2+Xn/2.2.2+Xn/2.2.2.2+Xn/2^m
في حالة الجمع لاوجود للتناقض
m=5 عدد أجزاء المسافة Xn=100
Xn=50+25+12.5+6.25+6.25
في حالة التجزئة سنصل إلى أصغر جزء (غير قابل للتجزئة) Xn/2^m_1
Xn/2^m-1 لا يمكن أن تساوي الصفر.
بمعنى لا يمكن أن نحصل على لا جزئين من جزء.
m عدد الأجزاء لابد من وجود جزء نهائي لإتمام العملية.
بما أن المسافة محددة فلابد من تحديدها.
يتطلب هذا الوصف أن يكمل المرء عدداً منتهيا من المهام، الأمر الذي نقول أنه ممكن.
في حآلة الضرب لاوجود للتناقض
(Xn=k. (Xn/k
Xn=f.l
f التردد
l طول القطعة
k عدد التقسيم المتساوي للقطع.
k=10 ........ Xn=100
k= أي قيمة......Xn=100

### متناقضة السهم
| مفارقات زينون                 | لو أن كل شيء، عندما يشغلون فراغاً متساوياً، يكونوا في سكون، ولو أن أولئك المتحركين دائماً يشغلون نفس المكان عند أي نقطة، لذلك فالسهم الطائر هو في الواقع عديم الحركة. | مفارقات زينون |
| — أرسطو، الفيزياء VI:9, 239b5 | |               |

والثالثة أن السهم الطائر في الهواء هو في الحقيقة ساكن غير متحرك، لأنه في كل لحظة من طيرانه لا يكون إلا في نقطة واحدة في الفضاء، أي أنه يكون ساكناً، وحركته منطقياً وميتافيزيقياً غير حقيقية مهما بدا للحواس أنها واقعة فعلاً.